# Alpine A106
De Alpine A106 was de eerste in een lijn van tweedeurs sportwagens met een heckmotor en een lichtgewicht carrosserie in glasvezel die door de Franse autoconstructeur Alpine geproduceerd werden. De auto gebruikte veel technische componenten van de Renault 4CV.

## Historiek
Jean Rédélé, de oprichter van Alpine, was naast Renault-dealer ook een fervent autocoureur. Aanvankelijk nam hij deel aan een aantal bekende autoraces in een Renault 4CV, echter zonder veel succes. Daarop ging hij zijn 4CV aanpassen met onder andere een gewijzigde motor en een vijfversnellingsbak. Na de mechanische aanpassingen wou hij ook het gewicht aanpakken door de 4CV met een nieuwe carrosserie uit te rusten. Om gewicht te besparen liet hij Giovanni Michelotti een carrosserie in aluminium ontwerpen die vervolgens door Allemano gemonteerd werd. Eind 1952 was de auto klaar en kreeg de naam "Renault Spéciale Rédélé". Met deze wagen won Rédélé de Rally van Dieppe in 1953.

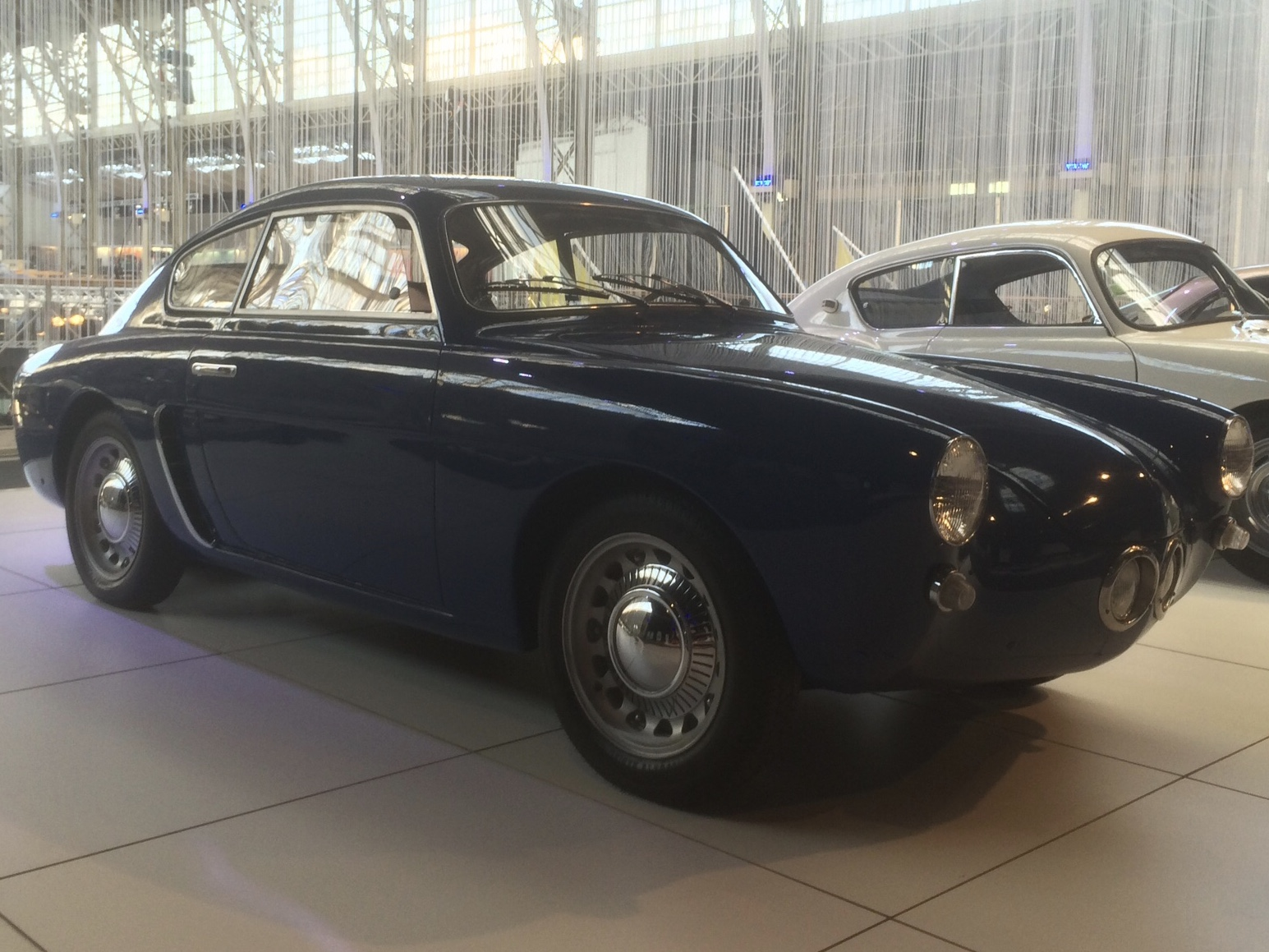
Het "Marquis" prototype uit 1954

In 1953 bestelde Rédélé een tweede prototype met een carrosserie in glasvezel, de "Marquis". Deze coupé op basis van de Renault 4CV zou onder licentie in de Verenigde Staten gebouwd worden, maar uiteindelijk ging deze nooit in productie.
Rédélé hield echter wel vast aan het idee van een carrosserie in glasvezel om de productiekosten te beperken en liet Michelotti daarom een derde prototype ontwerpen dat begin 1955 in Frankrijk arriveerde. De plannen van Rédélé werden echter doorkruist door Charles Escoffier, Renault-dealer in Parijs en schoonvader van Rédélé, die in samenwerking met carrosseriebouwer Chappe et Gessalin zijn eigen carrosserie in glasvezel had ontwikkeld en de goedkeuring van de Renault directie had gekregen voor massaproductie. Escoffier benaderde vervolgens Rédélé om te profiteren van het imago van diens sportieve prestaties.
Zo werd medio 1955 het bedrijf Alpine opgericht met hoofdkantoor in Parijs waar de productie van de wagen zou plaatsvinden. De auto ging in eerste instantie 4CV Alpine heten, maar Rédélé veranderde de naam in Alpine A106, verwijzend naar de motor van de 4CV type 1062 die als basis diende. Jean Rédélé was voortaan tegen wil en dank constructeur van een auto met een fysieke uitstraling die hem niet beviel en bovendien niet onafhankelijk was zoals hij had gewild.
In de zomer van 1955 werden de eerste drie Alpine A106's gepresenteerd aan Renault-CEO Pierre Dreyfus op de binnenplaats van de Billancourt-fabriek van Renault. De auto's waren geassembleerd door Chappe et Gessalin. Jean Rédélé probeerde nog aanpassingen aan te brengen, met name aan de vooras, maar botste daarbij op een veto van Chappe et Gessalin.

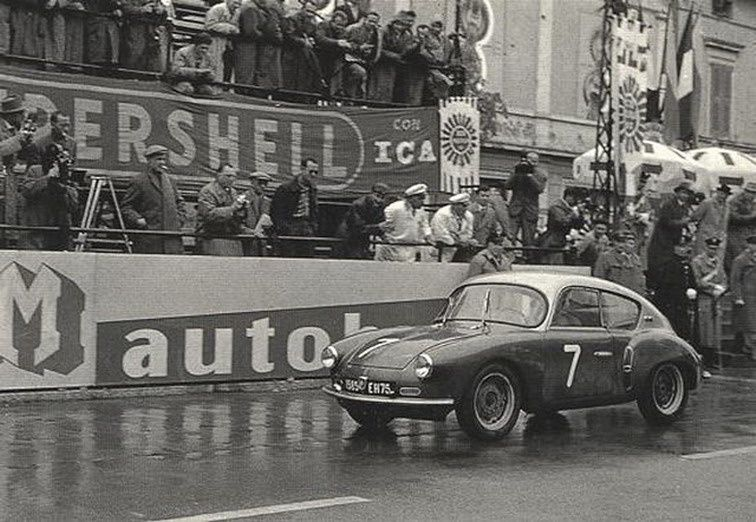
Alpine A106 MM in 1956, bestuurd door Maurice Michy

Vanaf 1955 begon de kleine A106 een opeenvolging van overwinningen op te stapelen en werden er verschillende prestatieverhogende opties toegevoegd.  In 1956 behaalden Jean Claude Galtier en Maurice Michy een podiumplaats en klasseoverwinning voor de A106 in de Mille Miglia race.
Hoewel de nadruk aanvankelijk op sportief succes lag, werd de A106 Coach voor het eerst aan het grote publiek voorgesteld op het Autosalon van Parijs in 1955. 
In 1957 verplaatste Chappe et Gessalin zijn productiefaliciteiten voor glasvezelcarrosserieën van Saint-Maur naar een nieuwe ruimere locatie in Brie-Comte-Robert. Dit maakte de weg vrij voor een verhoging van de productiecapaciteit.
Nog in 1957 bracht Alpine de A106 Cabriolet op de markt met een carrosserie ontworpen door Michelotti en geproduceerd in Dieppe door een nieuw bedrijf dat werd opgericht door Rédélé na een hevige strijd om zijn cabriolet op te dringen ten koste van de cabriolet ontworpen door Chappe et Gessalin. Hierdoor kreeg Alpine beetje bij beetje zijn onafhankelijkheid in de fabricage van carrosserieën.
In 1958 werd op het Autosalon van Parijs de A106 Coupé Sport geïntroduceerd, een gesloten coupévariant van de cabriolet waarvan de carrosserie ook in Dieppe gemonteerd werd. In datzelfde jaar verscheen voor het eerst de Alpine A108, een nieuw model op basis van de A106 maar uitgerust met de Daupnine-motor.
In 1960 verschoof de nadruk van de A106 naar de A108. In 1959 werden de A106 Cabriolet en de A106 Coupé Sport stopgezet. In 1961 viel ook het doek over de A106 Coach. De A106 had de reputatie van Alpine als automerk op de kaart gezet, maar de A108 die in aanzienlijk grotere aantallen zou geproduceerd worden zou veel bekender worden dan de A106.

## Ontwerp
De A106 gebruikte het onderstel, de motor en delen van het interieur van de Renault 4CV, maar kreeg een lichtgewicht carrosserie in glasvezel. De sportievere A106 Mille Miles kwam voort uit een wedstrijdversie van het door Renault ontwikkelde 4CV-model.
De wagen werd aangedreven door dezelfde kleine 747 cc motor uit de Renault 4CV, maar door het gebruik van een aluminium cilinderkop, verschillende carburateurs en hogere compressieverhoudingen was deze motor in drie verschillende vermogensversies beschikbaar: 16 kW (21 pk), 22 kW (30 pk) of 32 kW (43 pk). De versie met het hoogste motorvermogen werd gebruikt in de A106 Mille Miles, in combinatie met een gewichtsvermindering van ongeveer 40 kg. Met een gewicht van amper 500 kg kon een topsnelheid van meer dan 150 km/u behaald worden.
Naar aanleiding van diverse successen in de autosport kreeg de A106 een aantal prestatieverhogende opties, waaronder een "Mille Miglia ophanging" na deelname van de A106 aan de gelijknamige race. Deze ophanging omvatte het gebruik van vier schokdempers achteraan en werd later ook gebruikt voor het veersysteem van de Renault 8 Gordini.
Er was ook een handgeschakelde vijfversnellingsbak van Georges Claude beschikbaar die onder licentie gebouwd werd door Alpine. Dit was in die tijd ongezien voor een straatauto uit deze klasse. Aangezien deze versnellingsbakoptie een prijskaartje had ter waarde van 35% van de aankoopprijs van een Renault 4CV, zijn exemplaren van de Alpine A106 met een vijfversnellingsbak eerder zeldzaam.
In 1957 wisselde de A106 zijn voorruit, wat eigenlijk een achterruit van de Renault Frégate was, in voor een modelspecifieke voorruit. Verder kreeg de wagen ook richtingaanwijzers vooraan.

## Fotogalerij

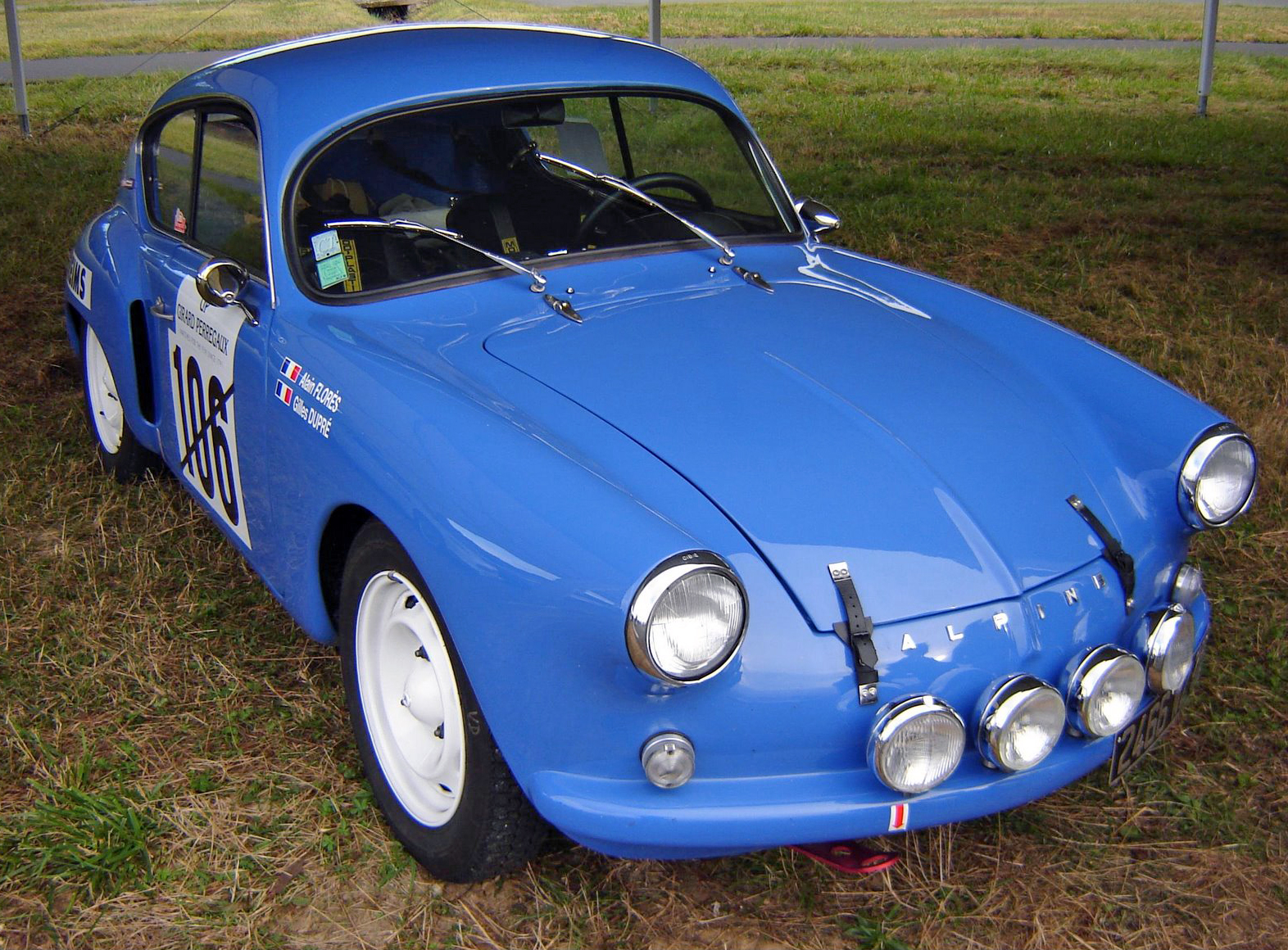
Alpine A106 Coach "Mille Miles" (1957)
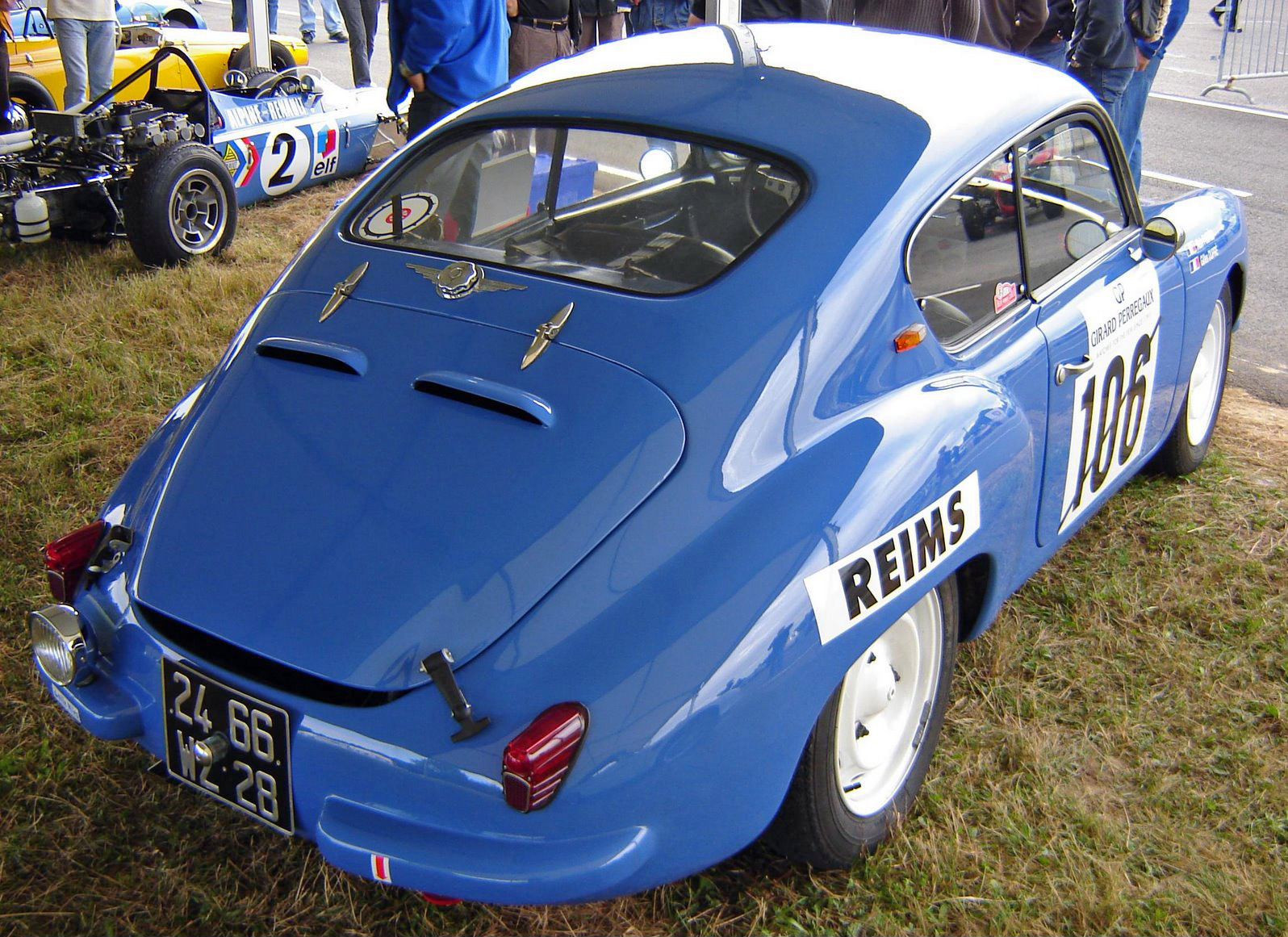
Alpine A106 Coach "Mille Miles" (1957), achteraanzicht
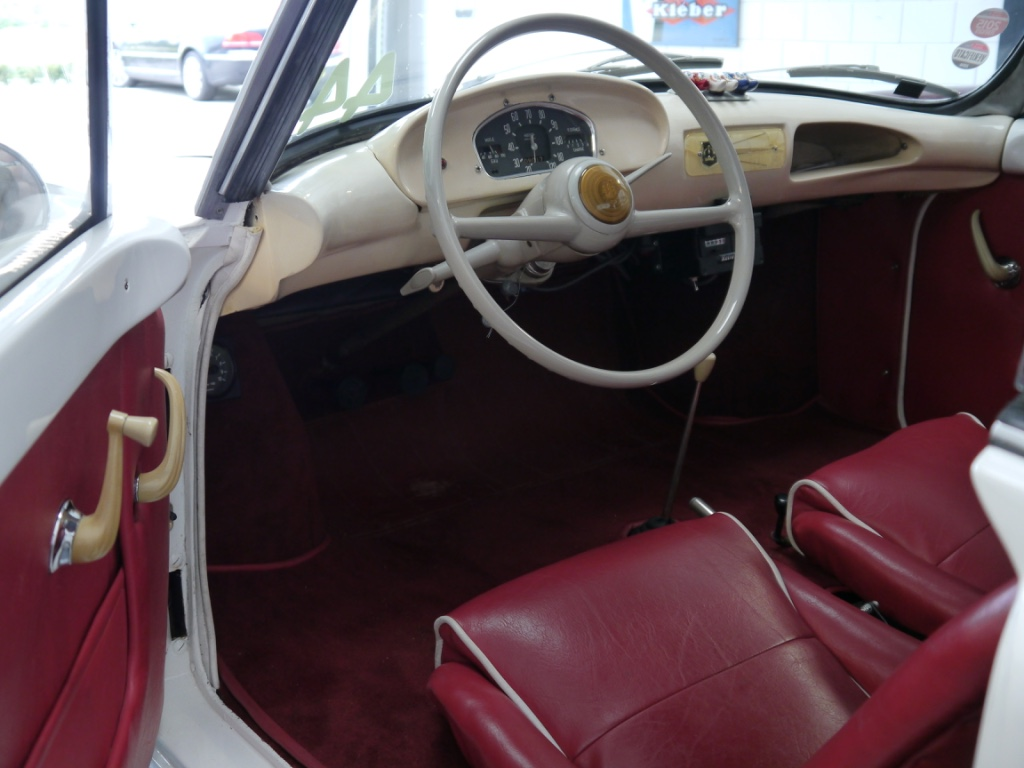
Alpine A106 Coach "Mille Miles" (1957), interieur
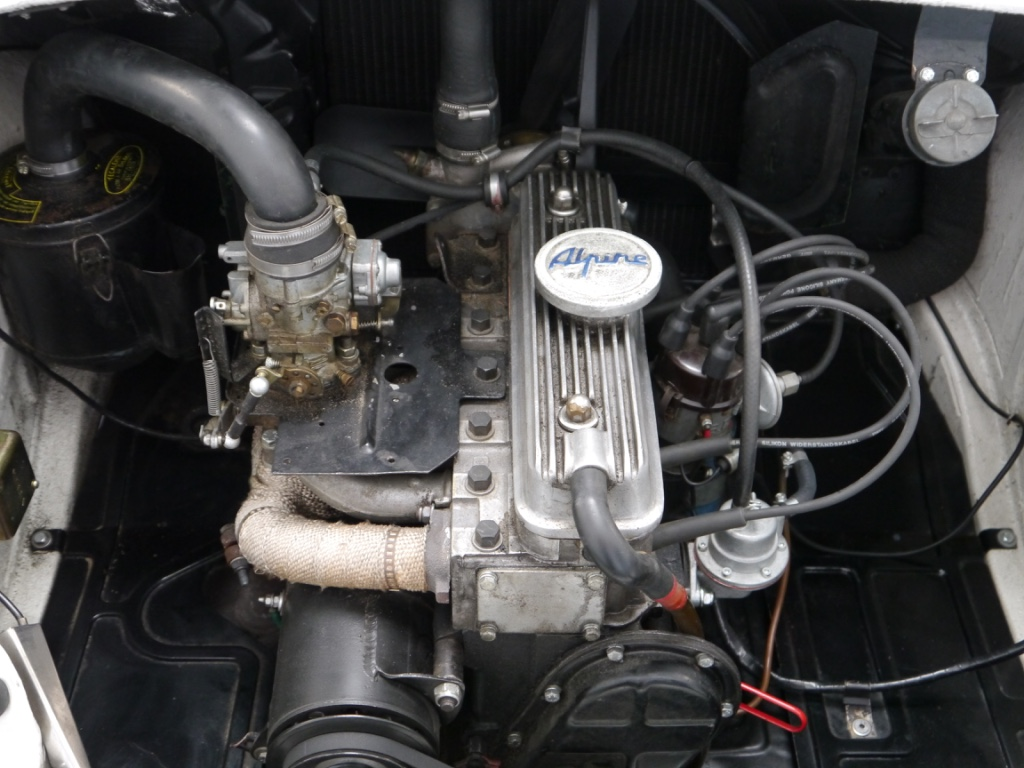
Alpine A106 Coach "Mille Miles" (1957), motor
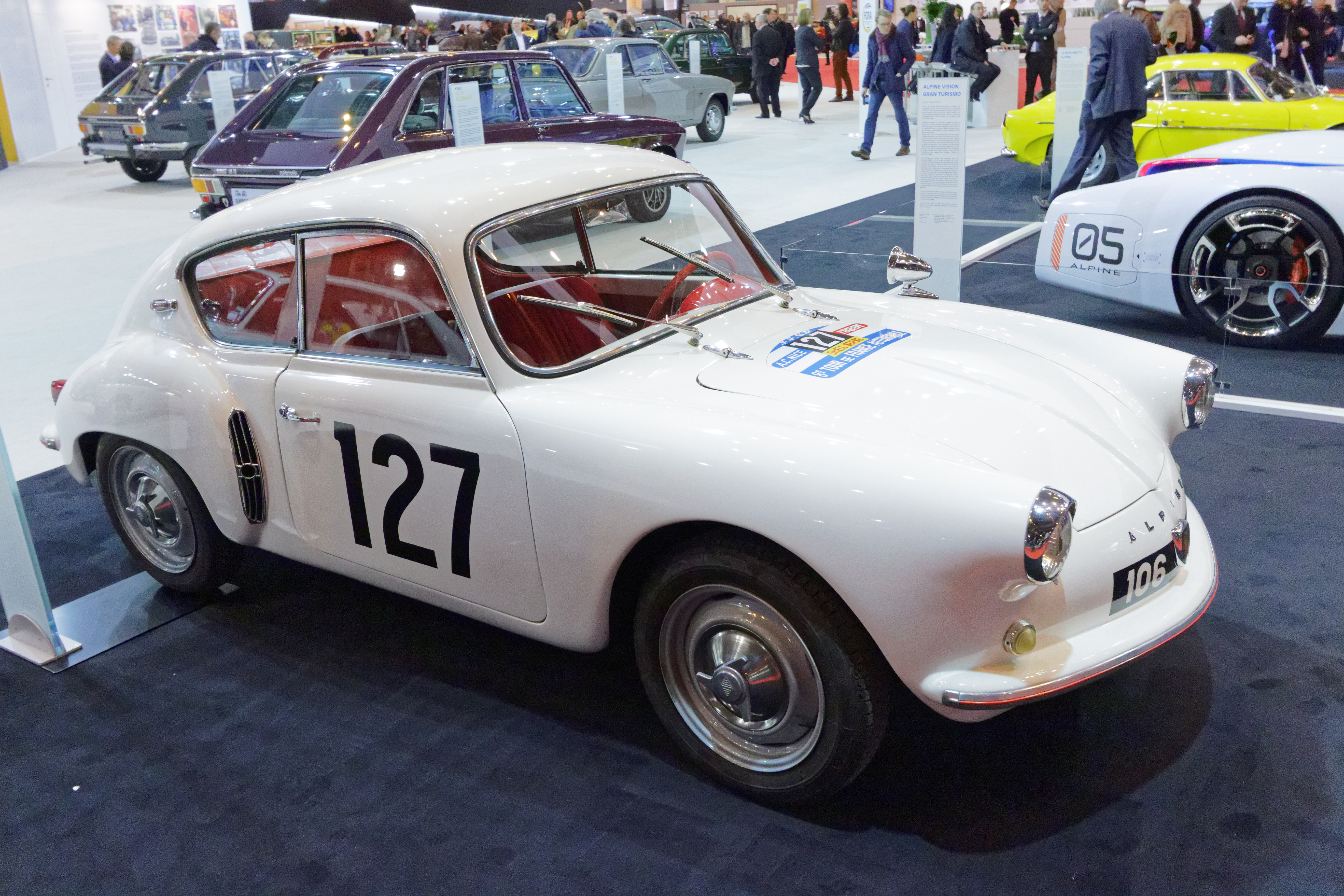
Alpine A106 (1959)